# Музаки
 Тази статия е за административната единица.  За албанския владетелски род вижте Музаки (род).  
Музаки (на гръцки: Μουζάκι) е дем в Тесалия, Гърция. Административен център е едноименното село, което се намира в подножието на Пинд в самия край на тесалийската равнина. Отстои на 24 km западно от Трикала и на 28 km от Кардица, южно от Порта Панагия – на входа на съседното ѝ дефиле. Над и зад двата прохода на Пинд от Тесалия към Амбракия се намира село Порти. Разстоянието от Музаки до Арта по прекия път през Пинд е 180 km.
Основен поминък на жителите на Музаки са земеделието и животновъдството. Развиват се и търговията и услугите.
Районът на Музаки, заедно със съседния Пили, макар и да приспадат номинално към Тесалия, в античността са се числели към страната на атаманците.